# 森光厚
森 光厚（もり みつあつ）は、江戸時代中期から後期の武士。久留里藩黒田家の江戸家老。380石。通称は清太夫（せいだゆう）。二郎左衛門　隠居後の号を黙斎 正雅堂貞風。

## 経歴
寛保2年（1742年）11月8日 、上総国久留里藩家老森光仲の次男として誕生する。宝暦10年（1760年）9月19日、18歳のとき久留里藩主黒田直純に召抱えられ、明和元年（1764年）に近習となる。9歳のとき大坪流馬術を植村佐兵衛に師事し、高田馬場に詰める。17歳で皆伝を得たのちは本郷追分（現在の東大前駅付近）に馬術教所を開いた。一旦国詰めを命じられたことによって教所を閉じて江戸を離れるが、数年後に再び江戸詰となって神田筋違（現在の万世橋附近）に教所を置いて再開した。遠縁でもある会津藩家老・西郷頼母の勧めによるものだったという。この場所は諸藩の藩邸が近く、紀州藩や会津藩をはじめ多くの諸藩の子弟が門下生となって森ノ馬場と呼ばれるようになった。またこの頃、自らの主君である久留里藩主黒田直英の馬術指南も命じられている。天明6年（1786年）7月、藩主の黒田直英が大坂城加番を命じられてこれに随行中、役目途中で直英が死去したため、この名代を務めた。
寛政元年（1789年）1月に兄森光嶢の養子となる。寛政11年（1799年）11月黒田直温の初御目見に随行し、江戸城白書院で徳川家斉に拝謁する。享和2年（1802年）9月、江戸城内の吹上馬場にて馬術の御前披露を行う。
文化2年（1805年）4月に隠居を願い出て養老料10人扶持を賜り、家督を養子の光長に譲るも翌年光長が死去したため再び召出され、先の知行のままで家老職に復した。
文政2年（1819年）6月10日に死去。東京都江東区平野の浄心寺に葬られた。法名は光正院元雅日厚大居士。藩主黒田家や本家筋である三日月藩主森家はじめ、諸大名からの香典が届き、分家でありながら位牌を東京都台東区上野広小路の広徳寺境内にあった旧津山藩主であった森一族の霊屋に納められた。子がなかったため、姉の栄の子である関宿藩家老・木村正右衛門の長女・夕を養女に迎え、やがて磐城平藩用人・成田新賢の次男を婿として家督を譲るも翌年に早世し、家督は光長の嫡男光福が継いだ。

## 系譜
森家は、戦国時代に斎藤道三や織田信長に仕えた森可成の六男森忠政を藩祖とする。森家は美作津山藩に封せられたが、元禄10年（1697年）に無嗣改易となり、当時森家の支藩であった、宮川藩と津山新田藩（のちの播磨三日月藩）は封地を移して存続を認められた。久留里藩の森氏はこのときの津山新田藩主であった森長俊の四男・森伊豆光照を家祖としている。家紋は鶴丸紋と光琳桐。江戸時代を通じて、光琳桐を用いた。明治まで鶴丸を用いなかったのは本家である三日月藩主森家に遠慮したためといわれる。
- 父：光仲（1695-1766）
- 母：喜多村氏
- 兄：光嶢（1727-1804）
- 兄嫁：美喜子（1744-1816）久留里藩主黒田直純12女
- 姉：榮（1729-　）
- 姉：琴（1731-1751）
- 弟：光政（1744-1810）
- 前室：石川氏貞子
- 継室：板村氏利世子（1766-1845）
- 養女：森 夕 - 姉・榮の子
- 養子：森 光長 - 磐城平藩家老・成田氏

## 人物・逸話
- 著作に森貞風の名で『下谷の露』がある。また、正雅堂貞風の名で書画も多く残している。
- 藩主の大坂城加番で大坂に在勤していた天明6年（1786年）に高野山へ上がり津山藩主森家の墓所を参詣の上、菩提所である釈迦文院に銀180枚を寄進している。これにより播磨赤穂藩主森忠賛から感状を賜ったという。
- 江戸で教えた門社中の多くは大名や旗本の子弟であったが、その中にのちに老中となる松平信明がいた。幼少時に松平春之丞として入門し、その後親交を深めている。光厚が没したとき、信明から高さ3尺の位牌が寄進されたという。